# Таутомерія

Таутомерія етаналь—етенол

Таутомéрія (грец. Ταύτίς — той самий і грец. μέρος — міра) — особлива форма структурної ізомерії, за якої два або більше ізомери легко переходять один в одного. Найчастіше це відбувається за рахунок переносу атома водню.
Реакція такого перетворення називається реакцією таутомеризації. Цей процес відбувається з обов'язковим розривом одних хімічних зв'язків та утворенням інших між атомами одної молекули (внутрішньомолекулярна таутомерія) чи молекулярного агрегата (міжмолекулярна таутомерія). Таутомери є різними хімічними речовинами.

## Загальний опис
При таутомерії встановлюється хімічна рівновага й система одночасно містить молекули всіх ізомерів (таутомерів) у певному співвідношенні. Явище таутомерії відкрито у 1876 році О. М. Бутлеровим та введено в хімію як поняття у 1885 році німецьким хіміком Конрадом Лааром.
Таутомерія помітно проявляється для цілого ряду речовин. Так, наприклад, вже синильна кислота існує в розчинах у двох таутомерних формах:
{\displaystyle \mathrm {H\!-\!C\!\equiv \!N\rightleftharpoons H\!-\!N^{+}\!\equiv \!C^{-}} .}
З причини швидкого переходу двох таутомерних форм одна в одну часто неможливо практично виділити одну з декількох таутомерних форм.

## Види таутомерії
Часто, але не завжди, реакцію таутомеризації можна представити як міграцію певної групи атомів між двома центрами молекули.

### Валентна таутомерія
Прості оборотні та, як правило, швидкі процеси ізомеризації чи вироджені перегрупування, які включають утворення і розрив простих та/чи подвійних зв'язків, без міграції атомів або груп. Прикладом можуть слугувати окремі електроциклічні реакції.

### Катіонотропна таутомерія
Таутомерія, зумовлена міграцією позитивно заряджених атомів чи груп, пр., H+, M+ — прототропія і металотропія відповідно, як окремі випадки. Синонімічна назва — катіонотропія.
Зокрема, в ненасичених сполуках міграція позитивно заряджених атомів чи груп може приводити до зміни положення подвійного зв'язку.
Найвідоміші види прототропної таутомерії з прикладами:
- Кето-єнольна таутомерія — взаємоперетворення кетону з α-ненасиченим спиртом.

- Лактим-лактамна таутомерія — взаємоперетворення лактима з лактамом.

- Аци-нітро-таутомерія — взаємоперетворення α-нітроалкільних сполук (у нейтральному або лужному середовищі) на їхню аци-форму (нітронову кислоту).

### Аніонотропна таутомерія
Таутомерія, зумовлена міграцією негативно заряджених атомів чи груп атомів. Може відбуватися за складнішим механізмом, аніж прямий перенос аніона.

## Фототаутомерія
Фототаутомерія (англ. photoinduced tautomerism, рос. фототаутомерия) — таутомерія, що відбувається під впливом поглинання світла речовиною. Розрізняють валентну, прототропну, аніонотропну, циклоланцюгову (наприклад, серед спіропіранів) фототаутомерії.